# Open Sud de France 2021
Open Sud de France 2021 byl tenisový turnaj pořádaný jako součást mužského okruhu ATP Tour, který se hrál v montpellierské aréně na krytých dvorcích s tvrdým povrchem GreenSet. Probíhal mezi 22. až 28. únorem 2021 ve francouzském městě Montpellier jako třicátý čtvrtý ročník turnaje.
Událost s rozpočtem 323 970 eur patřil do kategorie ATP Tour 250. Nejvýše nasazeným ve dvouhře byl třináctný hráč světa Roberto Bautista Agut ze Španělska. Posledním přímým účastníkem v hlavní singlové soutěži se stal 103. hráč žebříčku, Američan Sebastian Korda.
Pátý singlový titul na okruhu ATP Tour vyhrál 30letý Belgičan David Goffin. Druhý společný titul ve čtyřhře získali Henri Kontinen a Édouard Roger-Vasselin.

## Rozdělení bodů a finančních odměn

### Rozdělení bodů
| Soutěž  | vítězové | finalisté | semifinalisté | čtvrtfinalisté | 16 v kole | 32 v kole | Q  | Q2 | Q1 |
| ------- | -------- | --------- | ------------- | -------------- | --------- | --------- | -- | -- | -- |
| dvouhra | 250      | 150       | 90            | 45             | 20        | 0         | 12 | 6  | 0  |
| čtyřhra | 250      | 150       | 90            | 45             | 0         | —         | —  | —  | —  |

### Finanční odměny
| Soutěž                              | vítězové | finalisté | semifinalisté | čtvrtfinalisté | 16 v kole | 32 v kole | Q2      | Q1      |
| ----------------------------------- | -------- | --------- | ------------- | -------------- | --------- | --------- | ------- | ------- |
| dvouhra                             | 21 655 € | 16 000 €  | 12 000 €      | 8 200 €        | 5 600 €   | 4 000 €   | 2 050 € | 1 130 € |
| čtyřhra                             | 7 550 €  | 5 530 €   | 4 200 €       | 3 010 €        | 2 200 €   | —         | —       | —       |
| částka ve čtyřhře je uvedena na pár |          |           |               |                |           |           |         |         |

## Mužská dvouhra

### Nasazení
| Stát                         | Hráč                  | ATP | Nasazení |
| ---------------------------- | --------------------- | --- | -------- |
| Španělsko                    | Roberto Bautista Agut | 13. | 1.       |
| Belgie                       | David Goffin          | 15. | 2.       |
| Srbsko                       | Dušan Lajović         | 27. | 3.       |
| Polsko                       | Hubert Hurkacz        | 30. | 4.       |
| Itálie                       | Jannik Sinner         | 32. | 5.       |
| Francie                      | Ugo Humbert           | 34. | 6.       |
| Itálie                       | Lorenzo Sonego        | 35. | 7.       |
| Německo                      | Jan-Lennard Struff    | 37. | 8.       |
| Žebříček ATP k 8. únoru 2021 |                       |     |          |

### Jiné formy účasti
Následující hráči obdrželi divokou kartu do hlavní soutěže:
- Benjamin Bonzi
- Hugo Gaston
- Andy Murray

Následující hráči postoupili z kvalifikace:
- Grégoire Barrère
- Peter Gojowczyk
- Tallon Griekspoor
- Bernabé Zapata Miralles

### Odhlášení
před zahájením turnaje
- Pablo Carreño Busta → nahradil jej  Dennis Novak
- Kyle Edmund → nahradil jej  Gilles Simon
- Richard Gasquet → nahradil jej  Sebastian Korda
- Filip Krajinović → nahradil jej  Jiří Veselý
- Nick Kyrgios → nahradil jej  Norbert Gombos
- Feliciano López → nahradil jej  Mikael Ymer
- Reilly Opelka → nahradil jej  Marcos Giron

## Mužská čtyřhra

### Nasazení
| Stát                          | Hráč             | Stát       | Hráč                   | ATP  | Nasazení |
| ----------------------------- | ---------------- | ---------- | ---------------------- | ---- | -------- |
| Finsko                        | Henri Kontinen   | Francie    | Édouard Roger-Vasselin | 46.  | 1.       |
| Salvador                      | Marcelo Arévalo  | Nizozemsko | Matwé Middelkoop       | 99.  | 2.       |
| Dánsko                        | Frederik Nielsen | Německo    | Tim Pütz               | 117. | 3.       |
| Indie                         | Divij Šaran      | Slovensko  | Igor Zelenay           | 138. | 4.       |
| Žebříček ATP k 25. lednu 2021 |                  |            |                        |      |          |

### Jiné formy účasti
Následující páry obdržely divokou kartu do hlavní soutěže:
- David Goffin /  Lucas Pouille
- Fabrice Martin /  Gilles Simon

Následující pár využil k účasti v hlavní soutěži žebříčkové ochrany:
- Dušan Lajović /  Marc López

## Přehled finále

### Mužská dvouhra
- David Goffin vs.  Roberto Bautista Agut, 5–7, 6–4, 6–2.

### Mužská čtyřhra
- Henri Kontinen /  Édouard Roger-Vasselin vs.  Jonatan Erlich /  Andrej Vasilevskij, 6–2, 7–5.